# PSD2
La Direttiva dei Sistemi di Pagamento (PSD2, Direttiva EU 2015/2366) è una direttiva europea che regolamenta i servizi di pagamento e i gestori dei servizi di pagamento all'interno dell'Unione europea.
In particolare l'obiettivo della PSD2, che ha abrogato la precedente Direttiva dei Sistemi di Pagamento (PSD, Direttiva EU 2007/64/EC), è quello di una maggiore integrazione in Europa dei sistemi di pagamento, in modo da abilitare nuovi servizi e aumentare la sicurezza e la protezione degli utenti.

## Contenuto
Le principali novità sono sintetizzabili nelle seguenti tre tipologie:
- Servizi di disposizione di ordini di pagamento online (Payment Initiation Services – PIS) che consentono di avviare un pagamento online tramite un prestatore di servizi di pagamento diverso da quello presso il quale si detiene il conto;
- Servizi di informazione sui conti di pagamento online (Account Information Services – AIS) in base ai quali si possono ottenere informazioni aggregate su uno o più conti online detenuti anche presso istituti diversi;
- Servizi di conferma disponibilità fondi previsti nel caso di pagamenti effettuati con carte di debito emesse da un operatore diverso rispetto a quello presso il quale si detiene il conto (cioè il CISP).
- Parametri di obbligatorietà per la SCA (Strong Customer Authentication)

Tutti i nuovi servizi saranno erogati con il paradigma del cosiddetto Open Banking, attraverso le API software, in modo da poter scambiare dati tra i vari soggetti in modo veloce e aperto, per migliorare o creare nuovi prodotti o servizi digitali. 

## In Italia
Il 13 gennaio 2018 è stato pubblicato sulla Gazzetta ufficiale il decreto legislativo 15 dicembre 2017, n. 218 di attuazione della PSD2 e di adeguamento delle disposizioni interne al Regolamento (UE) n. 751/2015 sulle commissioni interbancarie sulle operazioni di pagamento basate su carta (Interchange Fees Regulation – IFR).